# Ralf Palik
Ralf Palik (Erlabrunn, 2 settembre 1990) è uno slittinista tedesco.

## Biografia
Ha iniziato a gareggiare per la nazionale tedesca nelle varie categorie giovanili, ottenendo, quali migliori risultati, la vittoria nella graduatoria finale della Coppa del Mondo juniores nel 2008/09 ed un secondo posto in quella giovani nel 2006/07.
A livello assoluto ha esordito in Coppa del Mondo nella stagione 2010/11, ha conquistato il primo podio il 21 gennaio 2012 nel singolo a Winterberg (2°) e la prima vittoria il 9 febbraio 2013 nella gara a squadre a Lake Placid. In classifica generale come miglior risultato si è piazzato al quarto posto nella specialità del singolo nel 2015/16.
Ha vinto due medaglie ai campionati mondiali di Schönau am Königssee 2016, l'argento nel singolo dietro al connazionale Felix Loch e precedendo l'austriaco Wolfgang Kindl ed il bronzo nel singolo sprint.
Nelle rassegne continentali ha ottenuto tre medaglie: l'oro a squadre a Schönau am Königssee 2017, edizione dove colse anche l'argento individuale, fu invece bronzo nel singolo ad Altenberg 2016.

## Palmarès

### Mondiali
- 2 medaglie:
  - 1 argento (singolo a Schönau am Königssee 2016);
  - 1 bronzo (singolo sprint a Schönau am Königssee 2016).

### Europei
- 3 medaglie:
  - 1 oro (gara a squadre a Schönau am Königssee 2017);
  - 1 argento (singolo a Schönau am Königssee 2017);
  - 1 bronzo (singolo ad Altenberg 2016).

### Coppa del Mondo
- Miglior piazzamento in classifica generale nel singolo: 4° nel 2015/16.
- 6 podi (3 nel singolo, 1 nel singolo sprint e 2 nelle gare a squadre):
  - 2 vittorie (nelle gare a squadre);
  - 4 secondi posti (3 nel singolo e 1 nel singolo sprint).

#### Coppa del Mondo - vittorie
| Data            | Luogo                | Paese       | Disciplina                                                          |
| --------------- | -------------------- | ----------- | ------------------------------------------------------------------- |
| 9 febbraio 2013 | Lake Placid          | Stati Uniti | Gara a squadre con Natalie Geisenberger, Tobias Wendl e Tobias Arlt |
| 6 gennaio 2017  | Schönau am Königssee | Germania    | Gara a squadre con Natalie Geisenberger, Tobias Wendl e Tobias Arlt |

### Coppa del Mondo juniores
- Vincitore della Coppa del Mondo juniores nel singolo nel 2008/09.

### Coppa del Mondo giovani
- Miglior piazzamento in classifica generale nel singolo: 2° nel 2006/07.

### Campionati tedeschi
- 7 medaglie:
  - 5 argenti (gara a squadre[1] a Schönau am Königssee 2013; singolo a Oberhof 2015; singolo, gara a squadre a Schönau am Königssee 2016[2]; gara a squadre ad Altenberg 2018);
  - 2 bronzi (gara a squadre[3] ad Altenberg 2012; gara a squadre[4] a Winterberg 2014).